# Gottfried Kirchengast
Gottfried Kirchengast (geb. 14. Juli 1965 in der Steiermark) ist ein österreichischer Klimawissenschaftler. Er ist Professor für Geophysik an der Universität Graz und gründete das dortige Wegener Center für Klima und Globalen Wandel.

## Leben
Kirchengast schloss an der Universität Graz im Jahr 1988 ein Diplomstudium der Geophysik, 1992 ein Promotionsstudium im Bereich Naturwissenschaften und Geophysik sowie 1995 ein Diplomstudium der Physik ab. Von 1992 bis 1994 war er als Postdoktorand am damaligen Max-Planck-Institut für Aeronomie tätig, parallel an der Universität Graz als Assistenzprofessor, ab 1997 als außerplanmäßiger Professor und ab 2003 als Professor. Er ist zudem als Gastwissenschaftler an verschiedenen Institutionen tätig.

## Wirken
Kirchengast befasst sich im Schwerpunkt mit der atmosphärischen Fernerkundung aus dem Weltraum sowie der Klimaforschung. Hierbei bedient er sich insbesondere Okkultationsmethoden. Er hat sich mit den Auswirkungen der Klimakrise auf Österreich umfassend auseinandergesetzt.
Kirchengast mahnt verbindliche Klimaschutzstrategien an.
Er kritisiert die Klimapolitik Österreichs als „fahrlässig und verantwortungslos“, mit der Vorlage des nationalen Klimaplans (NKEP) im Jahr 2019 sei laut Kirchengast eine „rote Linie der politischen Verantwortung überschritten worden“. In einer Stellungnahme an Bundeskanzler Sebastian Kurz forderte er diesen zur Einnahme einer Führungsrolle in der Klimapolitik auf.

## Anerkennungen
- 1998 Start-Preis
- 2011 Korrespondierendes Mitglied der Österreichischen Akademie der Wissenschaften
- 2012 Forschungspreis des Landes Steiermark
- 2014 Nominierung als eine von 30 Personen zum Österreicher des Jahres
- 2023 Ehrenzeichen des Landes Steiermark für Wissenschaft, Forschung und Kunst[7]

## Veröffentlichungen (Auswahl)
- Gregor Hagedorn, Peter Kalmus, Michael Mann, Sara Vicca, Joke Van den Berge, Jean-Pascal van Ypersele, Dominique Bourg, Jan Rotmans, Roope Kaaronen, Stefan Rahmstorf, Helga Kromp-Kolb, Gottfried Kirchengast, Reto Knutti, Sonia I. Seneviratne, Philippe Thalmann, Raven Cretney, Alison Green, Kevin Anderson, Martin Hedberg, Douglas Nilsson, Amita Kuttner, Katharine Hayhoe: Concerns of young protesters are justified. In: Science. Vol 364, Vol 364, 2019, doi:10.1126/science.aax3807.
- Ho, S. P., Hunt, D., Steiner, A. K., Mannucci, A. J., Kirchengast, G., Gleisner, H., ... & Schreiner, W. (2012). Reproducibility of GPS radio occultation data for climate monitoring: Profile‐to‐profile inter‐comparison of CHAMP climate records 2002 to 2008 from six data centers. Journal of Geophysical Research: Atmospheres, 117(D18). DOI:10.1029/2012JD017665
- Lackner, B. C., Steiner, A. K., Hegerl, G. C., & Kirchengast, G. (2011). Atmospheric climate change detection by radio occultation data using a fingerprinting method. Journal of Climate, 24(20), 5275–5291. DOI:10.1175/2011JCLI3966.1
- Steiner, A. K., Hunt, D., Ho, S. P., Kirchengast, G., Mannucci, A. J., Scherllin-Pirscher, B., ... & Leroy, S. S. (2013). Quantification of structural uncertainty in climate data records from GPS radio occultation. Atmospheric Chemistry and Physics, 13(3), 1469–1484. DOI:10.5194/acp-13-1469-2013